# Salman bin Ibrahim Al Khalifa
Salman bin Ibrahim Al Khalifa (in arabo سلمان بن ابراهيم آل خليفة‎?; Riffa, 2 novembre 1965) è un dirigente sportivo bahreinita.

## Biografia
Membro della famiglia reale del Bahrein, si è laureato alla Bahrain University nel 1992.

## Dirigente
È presidente dell'Asian Football Confederation dal 1º maggio 2013, succedendo a Zhang Jilong; in precedenza è stato presidente della Federazione calcistica del Bahrein, presidente della commissione disciplinare dell'AFC e vice presidente della commissione disciplinare della FIFA.
Nel 2015 si è candidato alle elezioni, previste per il 26 febbraio 2016 alla presidenza della FIFA.
Nel febbraio 2016 pur essendo favorito ha perso le elezioni nei confronti dell'italo-svizzero Infantino.
La sua candidatura è stata contestata per l'accusa di connivenza col governo nella repressione degli oppositori e in particolare di avere tollerato nel 2011 l'arresto e la tortura degli sportivi dissidenti:  "Salman è un disonore per la Fifa", spiego' nell'occasione il portavoce dei dissidenti del Bahrein in Europa, Yusuf Al Hoori. Il candidato del Bahrein ha sempre respinto le accuse, sostenendo che non esiste alcuna prova a supporto delle accuse.